# Poecilopsyche durhyodhana
Poecilopsyche durhyodhana är en nattsländeart som beskrevs av Schmid 1968. Poecilopsyche durhyodhana ingår i släktet Poecilopsyche och familjen långhornssländor. Inga underarter finns listade i Catalogue of Life.